# 이승윤 (희극인)
이승윤(1977년 2월 14일 ~ )은 대한민국의 희극인이다.

## 생애
그는 개그콘서트 헬스보이 코너에서 정해진 기간 내에 살을 뺀다는 약속을 하고 살을 빼고 근육을 키워 몸짱 개그맨이 되었고, 이로 인해 《7일이면 근육 붙는 헬스보이》라는 책을 펴냈고 《헬스닭》 판매사업도 하고있다. 현재 소속사는 '마이크엔터테인먼트'이다. 또한 이승윤은 평소에 운동을 매우 좋아하여 종합격투기 선수로 데뷔하기도 했다.

## 데뷔
대표작으로 〈헬스보이〉가 있는 그는 명지대학교 재학 시절 1998년 강호동이 진행하던 KBS 한국방송공사 TV 예능 프로그램 "캠퍼스 영상가요" 명지대학교 편에 출연해 대학 동기이자 전통무예 동아리를 같이 하던 연기자 류수영(명지대 경영학과 동기)과 함께 차력쇼를 선보여 1등을 차지한 것으로 첫 데뷔 계기가 되었으며 같은 해 1998년 연극배우 데뷔하였고 이듬해 1999년에는 뮤지컬배우 데뷔하였으며, 이후 2005년 MBC 문화방송 15기 공채 개그맨 데뷔하였고 2년 후 2006년 KBS 한국방송공사 21기 공채 개그맨으로 정식 데뷔하였다.

## 출연작

### 방송
- 《진실게임》 (SBS, 1999년)
- KBS2 《개그콘서트》
  - 〈씁쓸한 인생〉뭉치 역
  - 〈나쁜 남자〉나쁜 남자 역
  - 〈사랑이 팍팍〉병약한 할머니 역
  - 〈헬스 보이〉
  - 〈춘배야〉춘배 역
  - 〈풀옵션〉
  - 〈봉숭아학당〉
  - 〈배신자〉
  - 〈남극의 눈물〉
  - 〈병만이 형〉
  - 〈사이보그지만 괜찮아〉알통28호 역
  - 〈짐승들〉
  - 〈사랑합니다 형님〉1기 큰형님 역
  - 〈발레리NO〉승윤스키 역
  - 〈헬스걸〉헬스 트레이너 역
  - 〈풀하우스〉공부하는 장남 역
  - 〈OTL〉미스 김 역
  - 〈피곤한 가족〉
  - 〈만득이〉
  - 〈왕해〉내시 이내관 역
  - 〈딸바보〉아빠 역
  - 〈우리 동네 청문회〉
  - 〈가장자리〉
  - 〈취해서 온 그대〉회장님 역
  - 〈라스트 헬스보이〉 헬스 트레이너 역
- 《슈퍼TV 일요일은 즐거워》(KBS 2007년)
- 《전설의 고향》(KBS, 2009년)
- 《출발 드림팀 시즌2》
- 《해피선데이》
  - 〈남자의 자격〉남자, 그리고 식스팩
- MBC《무한도전》
  - 〈2006년 독일 월드컵 특집〉모레노 심판 역
  - 〈하와이 특집〉부담스러운 몸매의 하와이 원주민 역(2006년)
  - 〈납량특집〉귀신 역(2006년)[1]
- 《하이킥! 짧은 다리의 역습》(MBC, 2012년) - 복싱 체육관 관장 역
- 《나는 자연인이다》(MBN, 2012년)
- 《KBS 드라마 스페셜 연작 시리즈 - 국회의원 정치성 실종사건》 (KBS2, 2012년) - 근육남 역
- 《한중일 국립공원 견문록》(ONT, 2013년)
- 《퀴즈쇼 사총사》
- 《벼락 맞은 문방구 시즌 2》(투니버스, 2014년)
- 《위대한 조강지처》(MBC, 2015년)
- 《그래, 그런거야》(SBS, 2016년) - 이승철 역
- 《우리동네 예체능》 (KBS2, 2016년)
- 《언제나 봄날》(MBC, 2016년) - 강중사 역
- 《섹션TV 연예통신》 (MBC, 2017년)
- 《닥터스마일》 (TV조선, 2017년)
- 《청(춘은).바(로).지(금)》 (TV조선, 2017년)
- 《전지적 참견 시점》(MBC, 2018년)
- 《사부의 가게중국편》(EBS1, 2018년)
- 《옥탑방의 문제아들》(KBS2, 2019년)
- 미스터리 음악쇼 복면가왕 MBC - 뒤태 미남 웰시코기 <참가자>
- MBC《MBC 스페셜》경성음식야사(JIMINLOP과 출연)
- JTBC 아는형님 (취업상담실)
- 한끼줍쇼(JTBC,2019년)
- 생방송 행복드림 로또 6/45 (MBC,2020년) - 904회 게스트
- MBC《라디오스타)
  - <"난난난난 자유로와♬" 특집> (MBC, 2018년)
  - <니 몸 사용설명서 특집> (MBC, 2020년)
- 《한 번 다녀왔습니다》(KBS2, 2020년) - 특별출연
- 《좀비탐정》(KBS2, 2020년) - 특별출연
- 《2022제32회창작동요대회》(KBS1, 2022년) - 슈퍼아빠 아들 이연준 특별출연
- 《으라차차 내 인생》(KBS1, 2022년) - 진승남 역 (특별출연)
- 《7인의 부활》(SBS, 2024년) (특별출연)
- 《소년탐정 김지웅》 (2023) - 게스트

### 영화
- 2023년 《봉태리》 - 이승윤 역 (특별출연)

### 공연
- 《개그뮤지컬 우리는 개그맨이다》(2009)

### CF
- 2014년 스위트초이스
- 2019년 헬보이
- 2019년 핏테라 롱워킹머신
- 2019년 한율 세살쑥 진정 에센스-곰
- 2019년 동국제약 피프 에레키반
- 2019년 KB국민카드
- 2019년 굼마니

## 유행어

### 《개그콘서트》
- 경아야! 오다가 ~했다.〈나쁜 남자〉코너에서
- 별 꼴이야~〈씁쓸한 인생〉코너에서
- 나의 임무는 인간의 일을 대신해 인간을 더욱 더 편하게 만드는 것입니다.〈사이보그지만 괜찮아〉코너에서
- 진짜 몸짱을 원하는갸~?〈헬스보이〉코너에서
- 헬스보이들이여 불가능이란 없다 LET'S GO!〈헬스보이〉코너에서
- 아들이잖아요!〈풀하우스〉코너에서
- 너 그거 욕심이야.[2], 이 맛에 산다.〈딸바보〉코너에서
- 좋을 때다! 〈가장자리〉코너에서
- 왜~ 그런거냐??, 넌 나에게 OOO를 줬어, 그러지마라!〈취해서 온 그대〉코너에서

## 수상
- 2011년 제5회 Mnet 20s Choice 핫 개그종결자상
- 2019년 2019 브랜드 고객 충성도 대상 남자 개그맨부문
- 2019년 제14회 아시아 모델 어워즈 라이징 스타상
- 2021년 KBS 연예대상 쇼•버라이어티부문 남자 우수상 (개승자)
- 2022년 제24회 한국PD대상 출연자상 TV진행자 수상 (나는 자연인이다)

## 가족 관계
- 배우자 : 김지수
  - 아들 : 이연준 (2014년 5월 31일 ~ )

## 같이 보기
- 이상호
- 이상민
- 허경환
- 변기수
- 정명훈
- 유재석
- 정형돈
- 김종국
- 상추
- 김병만
- 이경규
- 김지호
- 박성광
- 양선일
- 정태호
- 이현
- 리키 김
- 조영구
- 조진웅[3]